# Bellator 74
Bellator LXXIV foi um evento de artes marciais mistas organizado pelo Bellator Fighting Championships, ocorrido em 28 de setembro de 2012 no Caesars Atlantic City em Atlantic City, New Jersey. O evento foi transmitido ao vivo na MTV2. Essa foi a estreia da Sétima Temporada do Bellator.

## Background
Bellator 74 contou com as quartas de final do Torneio de Meio Médios da Sétima Temporada do Bellator.
Alexandre Bezerra era originalmente esperado para enfrentar o participante de The Ultimate Fighter: Live Jeff Smith. Porém, Smith falhou em seu exame pré-luta e foi substituído por Matt McCook em uma luta em um peso casado de 157 lb. Plinio Cruz e Kelvin Tiller se enfrentariam na divisão dos médios, mas a luta foi cancelada após Cruz sofrer uma lesão nos treinos.